# 김대균
김대균(金大鈞)은 대한민국의 저술가 겸 작가 출신이자 유명 스타 영어강사이다. 토익킹이라는 닉네임으로 잘 알려져 있다.

## 주요 이력
서울특별시 출신으로  고려대학교 영어영문학과에 신입생 특별 장학생으로 입학하여〈D.H 로렌스의 현대 산업 문명 비판적인 사상 : 로렌스의 범신론적 자연관과 남녀관계에 대한 생각을 중심으로〉라는 논문으로 동대학원 영어영문학과에서 석사학위를 취득하였다.
대학시절 고대 타임동아리 회장경력과 전공을 살려 신림동 고시촌에서 TIME지 강의로 성인영어 강의를 시작하였고, 이후에 연세어학당과 서강대학교에서 토익, 토플, Vocabulary, Reading 을 강의하였다.《서울경제신문》에〈TIME〉지 '주요 기사 전재' 칼럼의 번역을 총 담당하였다.
YBM 서울 종로 대표강사로 TOEIC 강의를 18년간 하고 삼성동 김대균 어학원으로 독립했다.
김대균의 기록들
1. 첫 토익시험을 1996년 11월에 본것을 시작으로 1997년 1월부터 현재까지 매회 TOEIC시험을 응시, 현재 420회가 넘은 토익 최다 응시기록을 보유하고 있다.
또한 대한민국뿐 아니라  일본에서 TOEIC만점을 받은 기록도 있다. 신토익도 계속 만점 기록을 이어가고 있다.
2. 토익 일본어판 최초수출(토익 답이보인다) 최고 수익 기록과 토익교재 300여권 출간의 최다 기록도 가지고 있다.
3. 2003년 2월부터 현재까지 EBS FM 김대균 토익킹을 집필 및 진행하여 단일 어학 방송으로는 17년 최장수 기록을 가지고 있다.
4. 2016년, 2020년 아프리카TV BJ대상 프로컨텐츠 최고컨텐츠 상을 각각 수상했고 Best BJ로 선정되어 방송중이다.
5. EBS 반디 '김대균영문법'과 '김대균영문법문제집'교재를 출간하고 및 진행하여 영문법 공부의 중요성을 다시 살려 누구나 들을
수 있는 대한민국 대표 국민 영문법으로 자리잡고 있다. EBS 오디오어학당 바른영어표현 원고 집필 및 제작을 완성하여 회화표현 방송도 진출했다.
6.매주 수요일 오전 7시-9시 딜라이브, Btv, Olleh TV방송 김대균토익킹 진행
현재 토익전문 삼성동 김대균 어학원에서 원장 및 대표강사로 토익강의를 하고 있다. 토익을 단기간에 끝내려는 수강생들의 필요에 맞춰 1개월 월수금반, 토요반, 2주 완성반, 시험 직전 하루반을 운영하고 있다. 김대균어학원은 만점수강생들을 많이 배출하는 학원으로 소문이 나있다. 한국교육방송공사 라디오를 통해 매일국내 유일의 토익 방송 강의인 김대균 토익킹 방송도 2003년 이래 계속 집필 및 진행해왔다. 인터넷 라디오 EBS 김대균영문법, 김대균영문법 문제집, 바른영어표현은 EBS 오디오어학당에서 들을 수 있다. 또한 재미와 컨텐츠를 겸한방송인  아프리카TV 김대균 토익킹 생방송도 매주 화요일 저녁9시에 진행하고 있다. 
새로운 분야개척으로 김대균 맛집탐방도 인기가 높다. 최근에는 교보생명, 강원도 정선 평창등 기업체에서 1인미디어 특강초청을 받아 강의영역을 확장하고 있다. 매주 금요일 Korea Herald에 <김대균의 영어산책>을 연재하고 있다.최근 5년간 문화일보 연재도 했다 격주 수요일에는 매일 경제 신문에 <김대균의 영어칼럼>을 3년간 연재한 바 있다.
드라마 월계수양복점 신사들, 화유기등에 출연한 아역배우 출신 인기 방송인 이세영씨에게 토익 개인 관리를 해주면서 화제가 되었고 세종사이버대학교 영어과 교수로 인간대 번역기 행사에 참여하여 파파고, 알파고, 시스트란과 인간 대결에 참여해 화제가 되었다.
조회수 120만이 넘는 <모두가 미쳤다고 했을 때 이사람이 택한 직업>이라는 기사가 많은 화재를 일으켰다!

## 저서
- <다시 시작하는영어 그래머>
- <이기적토익파트7>:토익 파트7 독해 비법 교재
- <김대균 영문법>, <김대균 영문법 문제집> : EBS 반디 인터넷 라디오 방송교재
- <EBS FM 김대균 토익킹> :월간지-라디오 방송 및 인터넷 재방송 강의 제공
- 믿고보는갓대균의토익실전1200제
- King's TOEIC 실전 유제 모의고사 L.C./R.C.(신토익 실제 시험과 흡사한 모의고사 문제집)
- 신토익백서(일본에 수출, 영단기 인강)
- <TOEIC 답이 보인다> 시리즈  (일본에 수출)
- 《Junior Teps 실전모의고사》
- 《영시강 TOEIC Basic》
- 《국내파 영어달인 김대균의 영어연수 IN KOREA》
- 《김대균의 TOEIC공식 2000》
- 《뉴토익 답이보이는 실전연습》
- 《뉴토익 답이보이는 실전모의고사》
- 《TOEIC Tycoon》
- 《토익 마침표》
- 《김대균 토익 베이직》
- 《토익 답이보이는 실전연습》
- 《김대균의 TOEIC기출 1000제》
- 《TOEFL 답이 보이는 Vocabulary 종합편》
- 《TOEIC, 답이 보이는 단어장》
- 《고급자를 위한 TOEIC, 답이 보이는 VOCABULARY 실전연습》
- 《김대균의 토익특강》
- 《TOEIC, 답이 보이는 모의고사》
- 《TOEIC, 답이 보이는 VOCABULARY》
- 《TOEIC 답이 보인다》
- 《TIME 제대로 읽는 법》
- 《TIME Vocabulary 뿌리뽑기》
- 《그림으로 배우는 영어회화 필수 표현 1~6》(역서)

## 방송
- 매주 수요일 오전 7시-9시

OllehTV 265 Btv 136 딜라이브TV 154
김대균토익킹 
- EBS 반디 인터넷 라디오 <김대균 영문법>
- <김대균 토익킹> EBS-FM
- <아프리카TV 김대균 토익킹>
- 《김대균의 Easy 토익》EBS-FM
- 《김대균의 토익 완전정복》EBS-FM
- 《김대균의 퍼펙트 토익》EBS-FM
- 《김대균의 NEW 토익》EBS-FM